# Polyalthia amygdalina
Polyalthia amygdalina este o specie de plante din genul Polyalthia, familia Annonaceae. A fost descrisă pentru prima dată de Asa Gray, și a primit numele actual de la John Wynn Gillespie. Conform Catalogue of Life specia Polyalthia amygdalina nu are subspecii cunoscute.